# 오사카시 중앙공회당

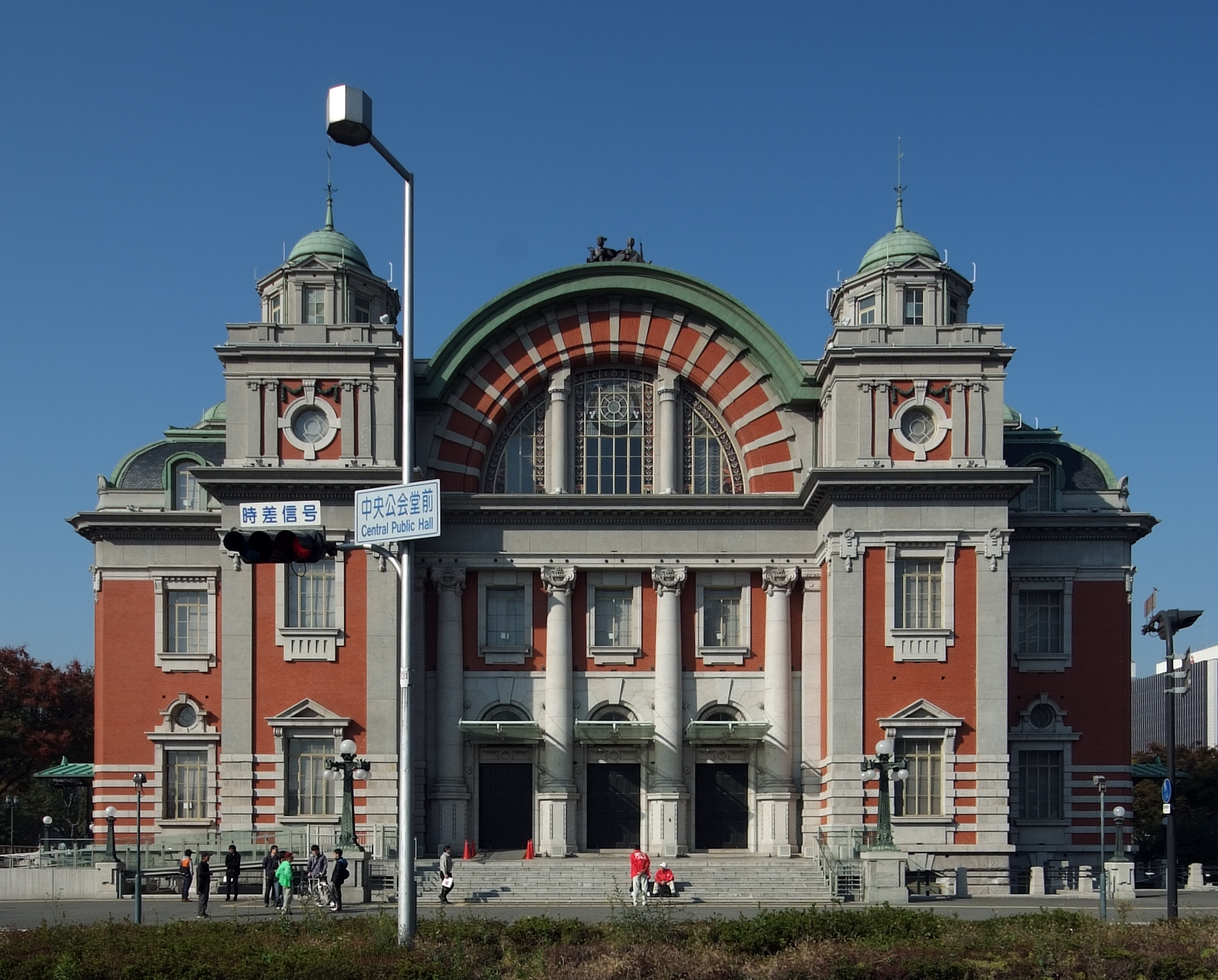

오사카시 중앙공회당(일본어: 大阪市中央公会堂, 영어: Osaka Central Public Hall)은 일본 오사카부 오사카시 나카노시마에 위치한 집회 시설이다.